# Njimnkang
Njimnkang est un village du Cameroun situé dans la commune de Ndu. Il est rattaché au département du Donga-Mantung, dans la région du Nord-Ouest.

## Géographie
Njimnkang est situé à l’est de la commune, entre les villages de Mbawngong, Kuji et Sinna.

## Climat
Le climat, de type soudano-guinéen, est marqué par deux saisons et une pluviométrie unimodale. Durant la saison sèche, de novembre à mi-mars, les précipitations sont moindres, en particulier pendant les mois de janvier et février où les précipitations atteignent des valeurs proches de zéro. Pendant la saison des pluies, les précipitations dépassent parfois 400 mm par mois, en particulier en juillet, août et septembre. Chaque année, les précipitations vont de 1 300 à 3 000 mm, avec une moyenne de 2 000 mm.

## Population
Le Bureau central des recensements et des études de population (BCREP) a réalisé un recensement en 2005 dans lequel il évaluait à 1 776 le nombre d'habitants ; ce chiffre inclut 793 hommes et 983 femmes.
Njimnkang est une des 10 chefferies du clan Wiya. Les gens de Njimnkang et de Sehn se sont installés d'abord à un endroit entre Ndu et Sop appelé Mankeng avant de se déplacer vers leurs lieux actuels.

## Économie

### Agriculture
Plus de 90 % des villageois de la commune de Ndu vivent de l’agriculture. La diversité des sols de la région permet de cultiver une grande variété de produits. Ainsi on peut trouver de la culture d’huile de palme et de riz en basse altitude et des plantations de pomme de terre irlandaise en haute altitude. Les autres cultures fréquentes incluent le thé, l’huile de palme, les plantations de café, de riz, de maïs, de haricots, de pommes de terre, d'ignames ainsi que de bananes plantains. Divers systèmes de production agricole sont employés, parmi lesquels la jachère, la culture mixte, la monoculture, la culture continue et l'agriculture commerciale.

### Élevage
L’élevage est une activité structurante de la commune. Les bovins, chevaux, chèvres, moutons et volailles y sont nombreux.

## Système éducatif
Le village comprend deux  écoles primaires: la GS Njimnkang et la F.H Njimnkang.

## Accès à l’électricité
[En 2011] le village n'a pas accès à l’électricité.

## Santé et hôpitaux
Njimkang comprend un centre de soins, le poste de santé de Njimkang.

## Réseau routier
Une route rurale relie Ndu à Njimkang et continue vers Ntisaw, Ntamru et Nwa. Une seconde route rurale relie Mbarseh, Njimkang, Njilah et Wowo.

## Tourisme
Il y a une grotte à Njimnkang. On a retrouvé dans les grottes de la région la présence de suie et de pots cassés. Ces trouvailles permettent de considérer ces grottes comme ayant servi de refuges pour les populations locales dans un temps ancien.